# Hair Stylist
Hair Stylist (noto come Hair Salon in Europa, Hair Stylist: Crea il tuo look in Italia e Picture Perfect Hair Salon nel Nord America) è un videogioco sviluppato da Sonic Powered Co. Ltd e pubblicato da 505 Games il 13 novembre 2009 in Europa e il 23 novembre 2009 negli Stati Uniti in esclusiva per Nintendo DSi.

## Modalità di gioco
Il gioco utilizza la fotocamera della console Nintendo DSi per scattare foto del viso del giocatore per consentire loro di personalizzare i propri capelli nel gioco.